# Salomo Adret
Salomo ben Abraham Adret, auch Aderet, (hebräisch שלמה בן אברהם אבן אדרת) nach seinen Initialen auch Raschba genannt (* 1235 in Barcelona; gest. 1310 ebenda) war ein spanischer Rabbiner und einer der bedeutendsten jüdischen Gelehrten seiner Zeit. Er zählte zu den Rischonim (hebräisch ראשונים), dass waren Rabbiner und Poskim die in der Zeit zwischen dem 11. und dem  15. Jahrhundert wirkten.

## Leben und Wirken
Sein wichtigster Lehrer war Jona ben Abraham Gerondi, den er stets als „mein Lehrer“ bezeichnet. Er studierte auch bei Nachmanides und galt als einer seiner hervorragendsten Schüler.
Als junger Mann war Adret an zahlreichen finanziellen Transaktionen beteiligt, und der König von Aragón gehörte zu seinen Schuldnern. Nach einigen Jahren zog er sich aus dem Geschäftsleben zurück und nahm die Stelle eines Rabbiners in Barcelona (El Call de Barcelona) an, die er über 40 Jahre innehatte. Bevor er 40 Jahre alt war, galt Adret als führende Persönlichkeit im spanischen Judentum, und seine Meinungsäußerungen wurden weit über die Grenzen Spaniens hinaus respektiert. Aus allen Teilen der jüdischen Welt wurden Fragen an ihn herangetragen: aus Deutschland, Frankreich, Böhmen, Sizilien, Kreta, Marokko, Algerien, Palästina und Portugal. Pedro III. von Aragón betraute ihn mit der Lösung einiger komplizierter Fragen, die zwischen Juden aus verschiedenen Gemeinden aufgetaucht waren. Er schrieb über 11.000 Responsen, von denen viele immer noch in Manuskriptform existieren.
Im Verlauf des Maimonidesstreits nahm er eine mittlere Stellung ein. Als Antwort auf die extremen Positionen von Vertretern aus Südfrankreich, welche das Studium der Naturwissenschaften gänzlich untersagen wollten und in einem Brief an Adret ein entsprechendes Verbot bis zum Alter von 30 Jahren vorschlugen, verkündete Adret in einem Bannbrief am 26. Juli 1305 in Barcelona, dass das Studium von Physik und Metaphysik vom Alter von 25 Jahren an gestattet sei, hob für das Studium von Astronomie und Medizin sämtliche Beschränkungen auf und erlaubte die Lektüre der Werke von Maimonides.
Adret war ein erbitterter Gegner des Kabbalisten Abraham Abulafia. Laut Gershom Scholem eröffnete Adret sogar einen Vernichtungsfeldzug gegen Abulafia.
Adret war Leiter einer Jeschiwa, deren Studenten von weit her, aus Deutschland und anderen Ländern, stammten. Gemäß seiner eigenen Aussage gab es in dieser Jeschiwa wertvolle Manuskripte des Talmud, die von babylonischer Herkunft waren oder in den Akademien von Kairouan kontrolliert worden waren. Seine Novellen zu 17 Traktaten des Talmud sind zwischen dem 16. und 20. Jahrhundert publiziert worden. Daneben schrieb Adret auch ein Buch zu den Aggadot, d. h. den Legenden aus dem Talmud, sowie zwei juristische Handbücher.

## Werke
- Hiddushei HaRashba. Kommentar zum Talmud.
- Torat HaBayit. Handbuch über jüdische Speisegesetze (Kaschrut).
  - Mishmeret HaBayit. Verteidigungsschrift zur Kritik durch Aarón ha-Leví (el Raa) an Torat HaBayit.
- Shaar HaMayim. Schrift über das Reinigungsritual in der Mikwe.
- Avodat HaKodesh. Handbuch der Gesetze am Schabbat.

## Weblink
- EXPOSICIÓN TEMPORAL EN EL ESPACIO DEL MUHBA EN EL CALL DE BARCELONA, udeu arquitectura i producció